# Nadleśnictwo Nawojowa
Nadleśnictwo Nawojowa – jednostka organizacyjna Lasów Państwowych podległa Regionalnej Dyrekcji Lasów Państwowych w Krakowie. Siedziba Nadleśnictwa znajduje się w Nawojowej w powiecie nowosądeckim, w województwie małopolskim.
Nadleśnictwo obejmuje leżące w powiecie nowosądeckim gminy Grybów (miejską i wiejską), Kamionka Wielka, Krynica-Zdrój, Łabowa i Nawojowa oraz Nowy Sącz. Pod względem geograficznym obejmuje fragmenty Beskidu Niskiego i Beskidu Sądeckiego.
Nadleśnictwo prowadzi Gospodarstwo Szkółkarskie Feleczyn.

## Historia
Przed II wojną światową lasy państwowe na tych terenach miały powierzchnię blisko 1000 ha. Resztę stanowiły lasy prywatne, z czego ok. 3000 ha było własnością Adama Stadnickiego z Nawojowej. Powstałe w 1945 nadleśnictwo Nawojowa objęło również lasy prywatne znacjonalizowane przez komunistów.
W 1972 do nadleśnictwa Nawojowa przyłączono nadleśnictwo Grybów.

## Ochrona przyrody
Na terenie nadleśnictwa znajdują się trzy rezerwaty przyrody:
- Barnowiec
- Łabowiec
- Uhryń

oraz część Popradzkiego Parku Krajobrazowego.

## Drzewostany
Typy siedliskowe lasów nadleśnictwa (z ich udziałem procentowym):
- las górski świeży 86,2%
- las mieszany górski świeży 12,1%
- las wyżynny świeży 1,3%
- inne 0,4%

Przeciętna zasobność drzewostanów nadleśnictwa wynosi 384 m³/ha, a przeciętny wiek 82 lata.